# Anna Augustyniak
Anna Augustyniak – polska poetka, dziennikarka, realizatorka reportaży radiowych.
Absolwentka polonistyki na Uniwersytecie Warszawskim, Wyższej Szkoły Dziennikarskiej im. Melchiora Wańkowicza i studiów doktoranckich w Instytucie Badań Literackich PAN. Wiersze, opowiadania, reportaże i teksty krytyczne publikowała m.in. w Akcencie, biBLiotece, eleWatorze, Fabulariach, Gazecie Wyborczej, we Frazie, w Kulturze Liberalnej, Kwartalniku Artystycznym, Midraszu, Odrze, Opcjach, Przeglądzie Humanistycznym, Tekstualiach, Toposie, Twórczości, Tygodniku Powszechnym, Więzi, Zeszytach Literackich, Zeszytach Poetyckich, Znaku. Tłumaczona na angielski, arabski, azerski, białoruski, hiszpański, hebrajski, niemiecki, ormiański, rosyjski, rumuński, serbski, słoweński, turecki, ukraiński i włoski. Stypendystka Ministra Kultury i Dziedzictwa Narodowego w 2013.
Anna Augustyniak należy do Stowarzyszenia Unia Literacka. 

## Książki
biografie:
- Hrabia, literat, dandys. Rzecz o Antonim Sobańskim (Wydawnictwo Jeden Świat, Warszawa 2009)
- Irena Tuwim. Nie umarłam z miłości (Trzecia Strona, Warszawa 2016)

proza:
- Kochałam, kiedy odeszła (Wydawnictwo Nisza, Warszawa 2013)
- Na targu niewolników III Rzeszy (Świat Książki, Warszawa 2024)[3]

poezja:
- Bez ciebie (Wydawnictwo Jeden Świat, Warszawa 2014)
- Dzięki bogu (WBPiCAK, Poznań 2017)
- Między nami zwierzętami (słowo/obraz terytoria, Gdańsk 2020)
- Anna Q (Instytut Mikołowski, Mikołów 2022)[4]

## Nagrody i nominacje
- nominacja do Nagrody Literackiej dla Autorki Gryfia 2014 za książkę Kochałam, kiedy odeszła[5]
- III nagroda Ogólnopolskiego Konkursu Literackiego „Złoty Środek Poezji” 2015 na najlepszy poetycki debiut książkowy roku za tom Bez ciebie[6]
- nominacja do Nagrody Złoty Ekslibris za rok 2016 w kategorii: najlepsza książka o Łodzi za biografię Irena Tuwim. Nie umarłam z miłości[7]
- nominacja do Orfeusza – Nagrody Poetyckiej im. K.I. Gałczyńskiego 2018 za tom Dzięki bogu[8]
- nominacja do Nagrody Literackiej m.st Warszawy 2018 w kategorii: poezja za tom Dzięki bogu[9]
- nominacja do Orfeusza – Nagrody Poetyckiej im. K.I. Gałczyńskiego 2021 za tom Między nami zwierzętami[10]
- nagroda Magazynu Literackiego „Książki” w kategorii proza polska za książkę marca 2024 za Na targu niewolników III Rzeszy[11]